# Équipe cycliste Ecoflo Chronos
L'équipe cycliste Ecoflo Chronos (anciennement connue comme Premier Tech U23 Cycling Project) est une équipe cycliste canadienne, ayant le statut d'équipe continentale depuis 2022.

## Principales victoires

### Courses par étapes
- Tour de Beauce : 2023 (Luke Valenti)

### Championnats nationaux
- Championnats du Canada sur route : 1
  - Course en ligne espoirs : 2023 (Philippe Jacob)

## Classements UCI
L'équipe participe aux épreuves des circuits continentaux et en particulier de l'UCI America Tour. Les tableaux ci-dessous présentent les classements de l'équipe sur les différents circuits, ainsi que son meilleur coureur au classement individuel.
UCI America Tour
| UCI America Tour | UCI America Tour       | UCI America Tour                          | UCI America Tour |
| Année            | Classement par équipes | Meilleur coureur au classement individuel |                  |
| ---------------- | ---------------------- | ----------------------------------------- | ---------------- |
| 2022             | 13e                    | Carson Miles (109e)                       |                  |
| 2023             | -                      | Philippe Jacob (90e)                      |                  |
|                  |                        |                                           |                  |
| Source : UCI     |                        |                                           |                  |

UCI Europe Tour
| UCI Europe Tour | UCI Europe Tour        | UCI Europe Tour                           | UCI Europe Tour |
| Année           | Classement par équipes | Meilleur coureur au classement individuel |                 |
| --------------- | ---------------------- | ----------------------------------------- | --------------- |
| 2022            | -                      | Guillaume Dauschy (1100e)                 |                 |
|                 |                        |                                           |                 |
| Source : UCI    |                        |                                           |                 |

L'équipe est également classée au Classement mondial UCI qui prend en compte toutes les épreuves UCI et concerne toutes les équipes UCI.
| Classement mondial | Classement mondial     | Classement mondial                        | Classement mondial |
| Année              | Classement par équipes | Meilleur coureur au classement individuel |                    |
| ------------------ | ---------------------- | ----------------------------------------- | ------------------ |
| 2022               | 120e                   | Carson Miles (984e)                       |                    |
| 2023               | -                      | Philippe Jacob (859e)                     |                    |
|                    |                        |                                           |                    |
| Source : UCI       |                        |                                           |                    |

## Premier Tech U23 Cycling Project en 2022[1]
| Cycliste                 | Date de naissance | Nationalité | Équipe 2021                                |  |
| ------------------------ | ----------------- | ----------- | ------------------------------------------ |  |
| Dylan Bibic              | 3 août 2003       | Canada      |                                            |  |
| Florian Carpentier       | 23 février 2002   | France      |                                            |  |
| Charles-Étienne Chrétien | 19 juin 1999      | Canada      | Rally Cycling (Stagiaire)                  |  |
| Guillaume Dauschy        | 18 décembre 1998  | France      | Xeliss-Roubaix Lille Métropole (Stagiaire) |  |
| Matisse Julien           | 21 janvier 2003   | Canada      |                                            |  |
| Francis Juneau           | 5 septembre 2000  | Canada      |                                            |  |
| Carson Miles             | 2 juillet 2000    | Canada      | Floyd's Pro Cycling (2019)                 |  |
| Robin Plamondon          | 7 janvier 2000    | Canada      | Israel Cycling Academy                     |  |
| Nicolas Rivard           | 29 octobre 2001   | Canada      |                                            |  |
| Riley Sheehan            | 16 juin 2000      | États-Unis  | Rally Cycling (Stagiaire)                  |  |
| Stagiaire                | Date de naissance | Nationalité | Équipe 2022                                |  |
| Julien Gagné             | 13 juillet 1994   | Canada      |                                            |  |
| Kylian Senicourt         | 13 août 2001      | France      |                                            |  |